# 日産野田川販売
日産野田川販売株式会社（にっさんのだがわはんばい）は、京都府与謝野町にある日産自動車のディーラーである。日産京都北販売野田川店の閉店に伴い販売権を委譲された。宮津市・伊根町・与謝野町を担当している。

## 店舗
- 本店 - 京都府与謝郡与謝野町石川1382-1

## 関連会社
- IVR株式会社

## 京都府内の他の日産販売店
- 京都日産自動車